# Дрейфус, Рут
Рут Дрейфус (фр. Ruth Dreifuss, родилась 9 января 1940, Санкт-Галлен) — швейцарский государственный и политический деятель.

## Биография

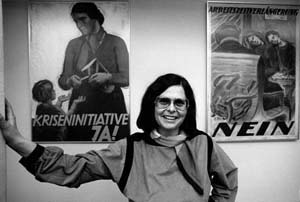
Рут Дрейфус в 1988 году

Получила образование в Женевском университете, работала журналистом. Вступила в Социалистическую / Социал-демократическую партию в 1964 году. Недолгое время занимала должность ассистента в Женевском университете. Позже — эксперт Швейцарского агентства по развитию, секретарь Швейцарского торгового совета. Член законодательного собрания Берна в 1989—1992.

## Член Федерального совета
Член Федерального совета Швейцарии, начальник департамента внутренних дел в 1993—2002 годах. Президент Швейцарии в 1999 году. Первая женщина, занявшая этот пост. Также является первой еврейкой, занимавшей столь высокие посты в швейцарском руководстве.